# Aloinopsis schooneesii
Aloinopsis schooneesii är en isörtsväxtart som beskrevs av L. Bol. Aloinopsis schooneesii ingår i släktet Aloinopsis och familjen isörtsväxter. Inga underarter finns listade i Catalogue of Life.

## Bildgalleri

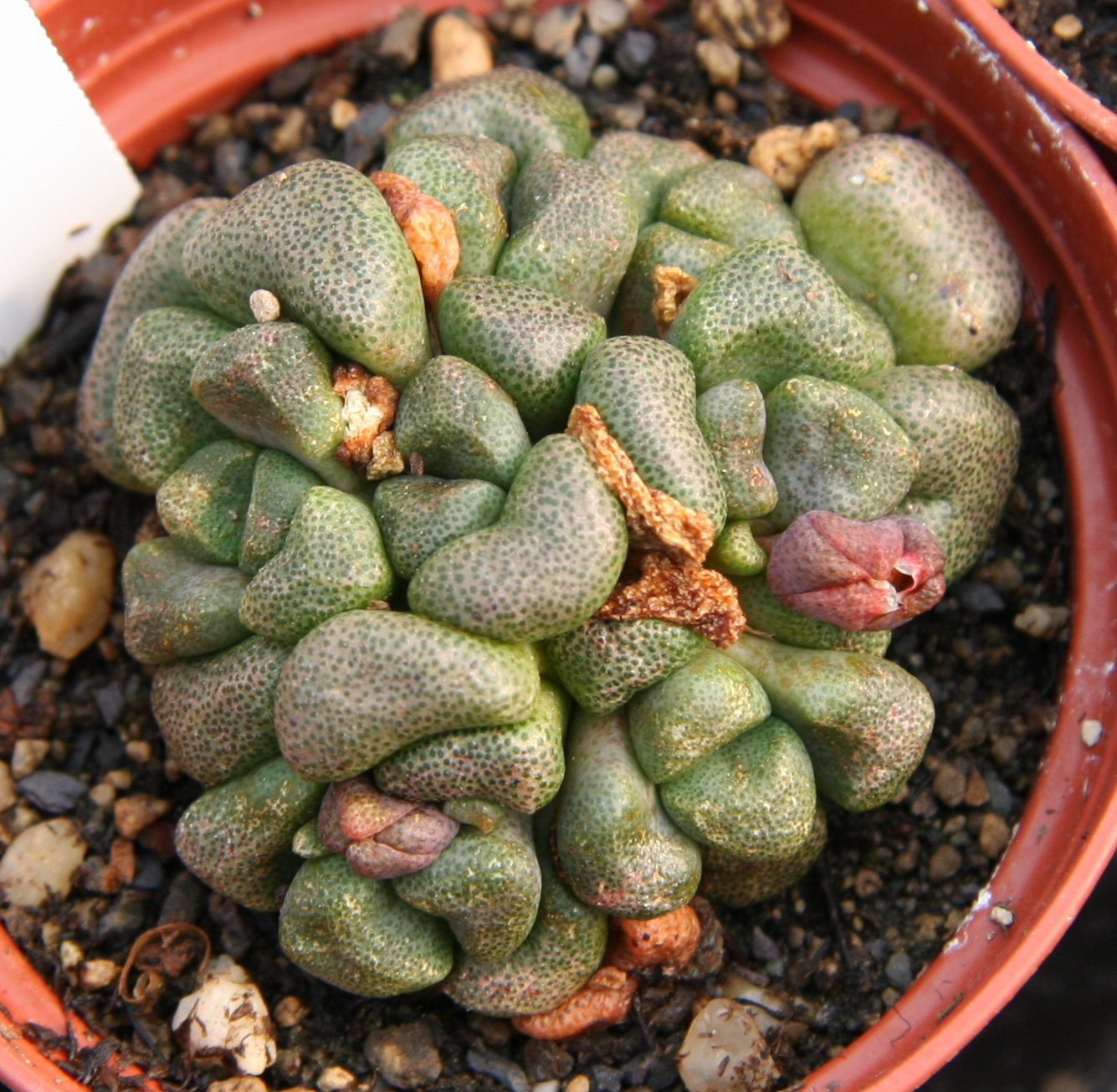
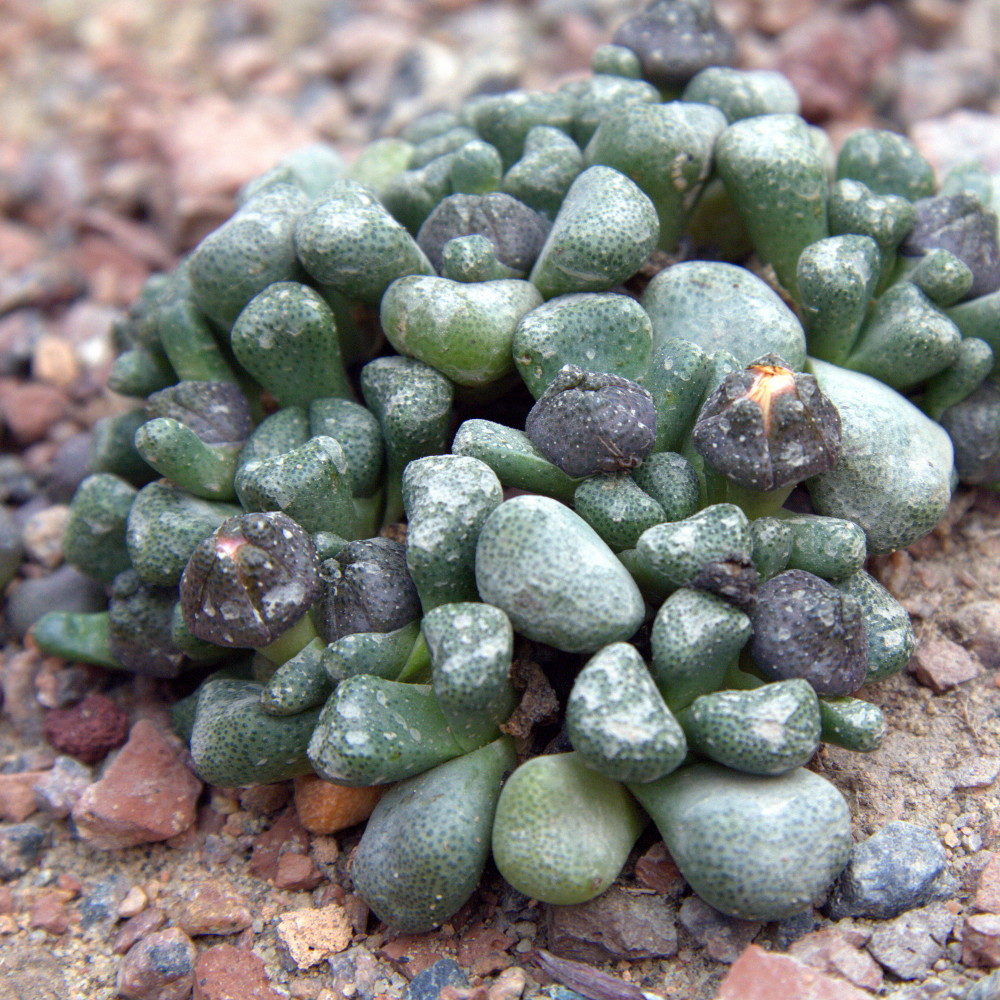